# Slot Oberhausen

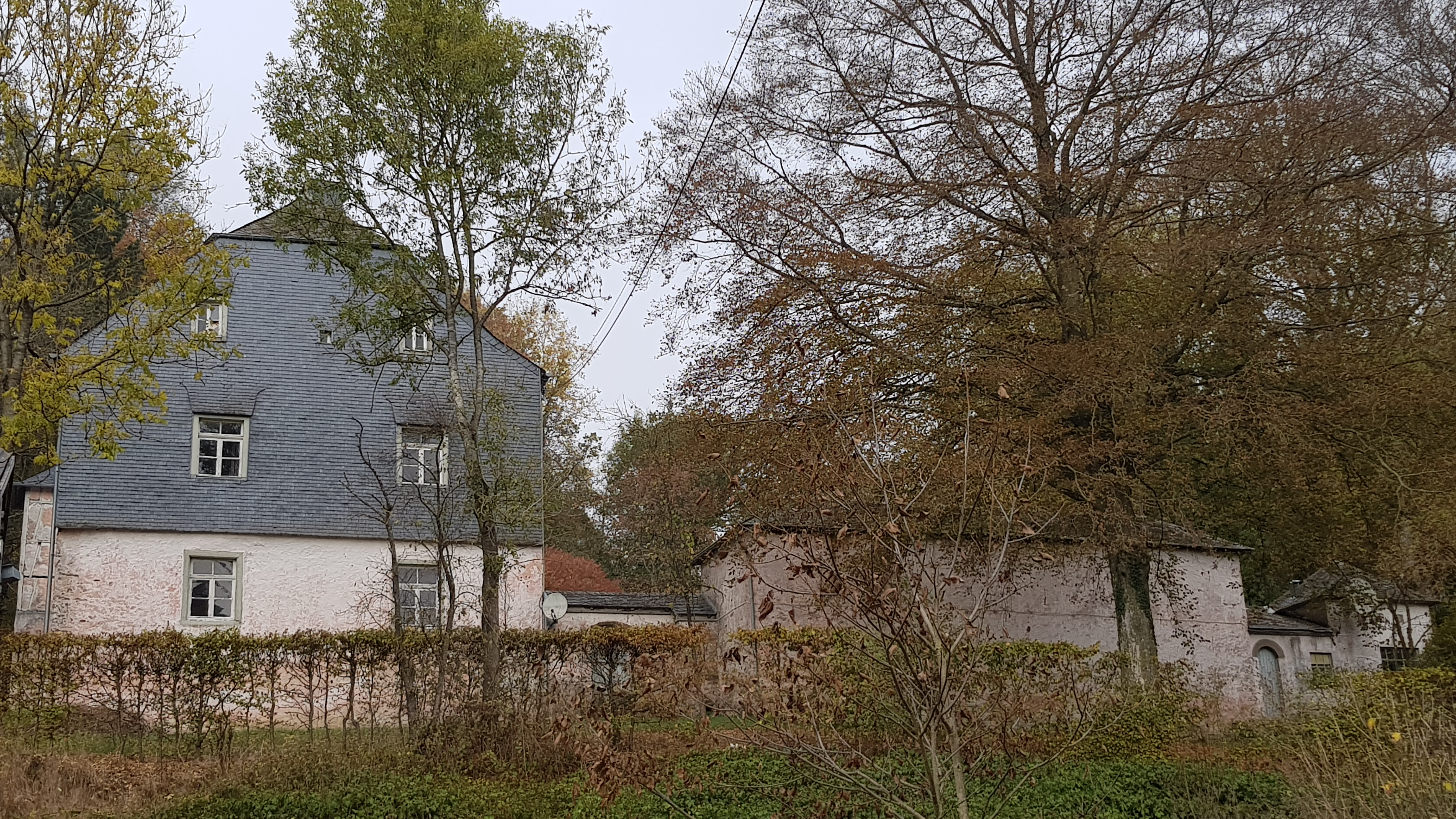
Slot Oberhausen gezien vanuit het dorp

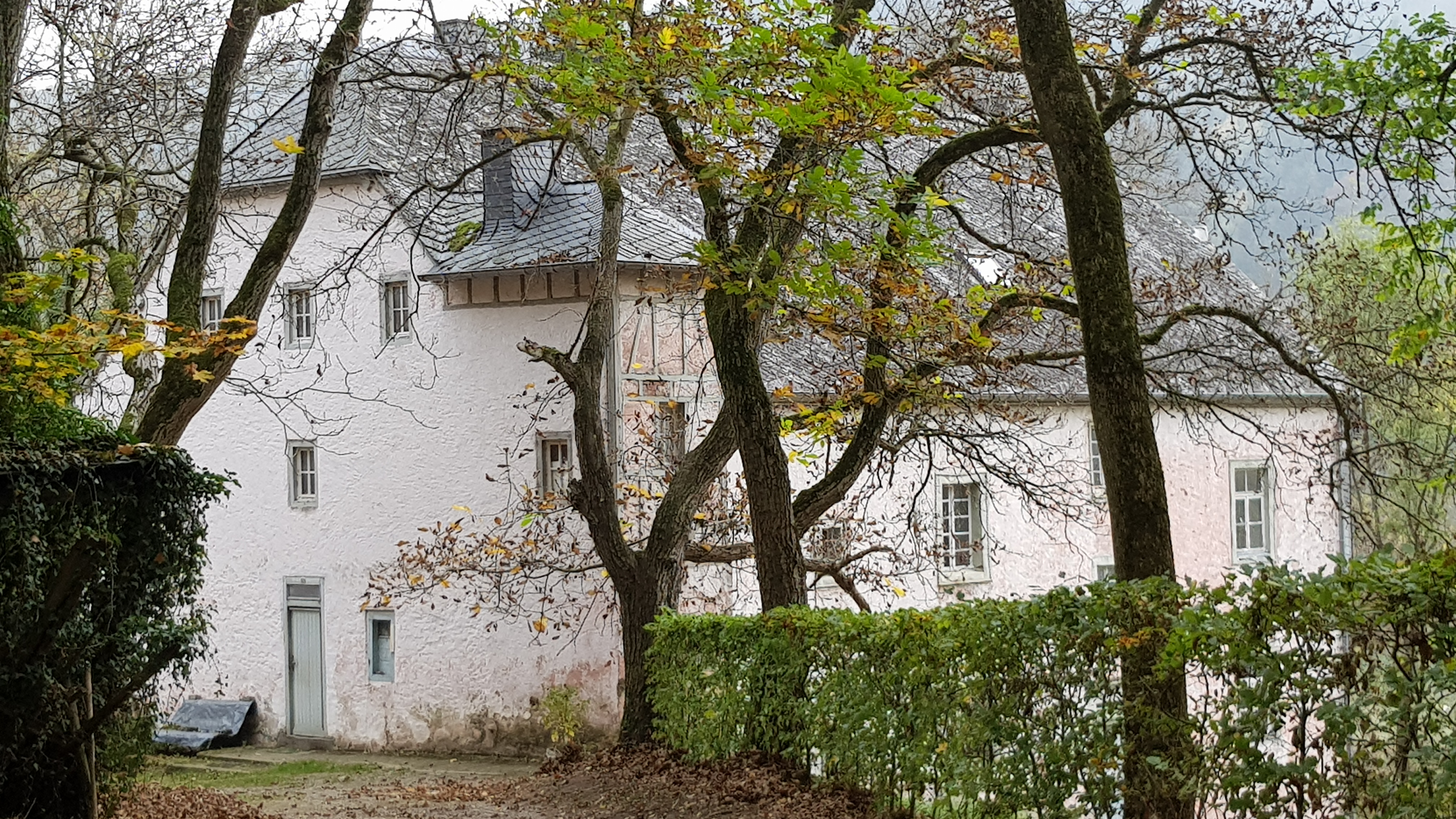
Gezien vanuit de noordzijde

Slot Oberhausen is een kasteel in Oberhausen in de Belgische gemeente Burg-Reuland. Het kasteel ligt aan de noordkant aan de rand van het dorp op de berghelling.
Aan de zuidzijde en oostzijde van het dorp stroomt de grensrivier de Our waarvan men vanuit het kasteel goed zicht heeft.

## Geschiedenis
In de 18e eeuw werd dit mondane landhuis gebouwd zoals de inscriptie boven de toegangsdeur aangeeft met "ANNO DNI 1746". Het werd waarschijnlijk in twee fasen gebouwd.
Sinds 21 december 1988 wordt het kasteel als monument beschermd.

## Gebouw
Het bestaat uit een hoofdgebouw gelegen aan de westzijde van de binnenplaats met aan de andere zijden van deze binnenplaats andere gebouwen. Het hoofdgebouw heeft een schilddak en heeft een voorgevel die duidelijk verschilt met de achtergevel. De muren zijn bekleed met roze pleister.